# Jonas Phragmenius den yngre
Jonas Phragmenius den yngre, född 1669 i Gävle, död 18 december 1740 i Hanebo socken, var en svensk präst och riksdagsman.
Jonas Phragmenius var son till prosten Jonas Phragmenius den äldre och Elisabeth Aurivillius i Delsbo socken. Han inskrevs i februari 1685 vid  Uppsala universitet, där han disputerade pro exercitio 1691 och pro gradu 1694 samt promoverades till filosofie magister i december 1694. I juli 1695 prästvigdes han och blev samtidigt huspredikant på Stavsund hos skalden Erik Lindschölds änka grevinnan Elisabeth Lindschöld, född Cronström. I maj 1698 blev Phragmenius konrektor vid trivialskolan i Härnösand och rektor 1708. Phragmenius utnämndes 1713 till kyrkoherde i Segersta församling och Hanebo församling, där han tillträdde 1 maj 1714. År 1724 blev han kontraktsprost i Hälsinglands östra kontrakt. Phragmeninus var riksdagsman 1726 och 1727.
Phragmenius höll i december 1697 en versifierad oration på Riddarhuset, tryckt samma år under titeln Den maijestätlige glädie-sohl, som genom den stormächtigaste Konungs och herres, Konung Carl den Tolfftes [...] högst-önskelige anträde til regementet [...]. Han utarbetade också en topografi över södra Hälsinglands socknar.
Phragmenius gifte sig första gången 1699 med Barbro Röök, vars far Jacob Röök var borgmästare i Borgå, och andra gången 1709 med Margareta Isæus, som var dotter till kyrkoherden i Segersta och Hanebo Erik Isæus. Av sex barn i första äktenskapet, alla födda i Hudiksvall, var dottern Elisabeth gift med Jacob Turdfjæll den äldre. I andra giftet föddes nio barn. Tre söner blev präster.